# Karl the Butcher vs Axe
Karl the Butcher vs Axe (conosciuto anche come Violent Shit 4.0) è un film d'azione diretto da Timo Rose e Andreas Schnaas.
Il film, uscito in un'edizione limitata nel 2010, è il continuo della saga creata dai due registi di Violent Shit. Come nelle pellicole precedenti, la pellicola presenta numerose scene splatter, condite da un humour nero.